# Parastasia anthracina
Parastasia anthracina är en skalbaggsart som beskrevs av Ohaus 1902. Parastasia anthracina ingår i släktet Parastasia och familjen Rutelidae. Inga underarter finns listade i Catalogue of Life.